# Форт Аль-Джахілі
Форт Аль-Джахілі — найбільше історичне укріплення міста Аль-Айн в Об'єднаних Арабських Еміратах та один з найбільших фортів країни. Побудований у 1890–1891 роках для захисту оази Аль-Айн від нападів войовничих племен бедуїнів. Засновником форту був шейх Заїд I аль-Нах'ян.
Аль-Джахілі також слугував південною резиденцією правителя Абу-Дабі. Старший син Заїда I Каліфа відмовився бути правителем Абу-Дабі й оселився з родиною у форті. Після його смерті форт стояв порожній і руйнувався. У 1950-ті роки в форті розмістився британський гарнізон, який перебував там до 1970 року. Потім форт і надалі був занедбаний, допоки 1985 року не було проведено реставрацію
У 2006–2008 роках відбулася музеїфікація форту. Під час реконструкції було встановлено систему охолодження приміщень до 22 °C. Створено 2 експозиційні зали та інформаційний центр. Частина музею присвячена другові шейха Заїда британському поету та мандрівнику Вілфріду Тезайгеру.
Форт розташований на захід від оази Аль-Айн, у південній частині міста Аль-Айн. Навколо форту зараз розбитий публічний парк Джахілі. Початково форт являв собою квадрат площею 1300м², оточений високими 6,5-метрових фортечними стінами, й окрему круглу вежу в 50 метрах на південний захід від замку. Зараз у трьох кутах форту споруджено малі вежі висотою 12,5 метрів, а в четвертому куті знаходиться зала правителя для прийому гостей. У південній стіні знаходиться головні ворота, над якими написаний вірш, присвячений шейху Заїду I, будівничому форту.